# Pseudomaro
Pseudomaro is een geslacht van spinnen uit de familie hangmatspinnen (Linyphiidae).

## Soorten
De volgende soorten zijn bij het geslacht ingedeeld:
- Pseudomaro aenigmaticus Denis, 1966